# Nyschnij Naholtschyk
Nyschnij Naholtschyk (ukrainisch Нижній Нагольчик; russisch Нижний Нагольчик/Nischni Nagoltschik) ist eine Siedlung städtischen Typs im Osten der Ukraine mit etwa 1700 Einwohnern.

## Geographie
Der Ort liegt im Südwesten der Oblast Luhansk am Fluss Naholna (Нагольна), etwa 10 Kilometer südlich der Rajonshauptstadt Antrazyt und 62 Kilometer südwestlich der Oblasthauptstadt Luhansk. 2 Kilometer südlich des Ortes verläuft die Grenze zur Oblast Donezk, 16 Kilometer südlich die Grenze zu Russland.

## Geschichte
Der Ort wurde 1801 gegründet, Ende des 19. Jahrhunderts wurden um den Ort herum mehrere Kohlegruben geschaffen, 1938 wurde er schließlich zu einer Siedlung städtischen Typs ernannt, seit 1991 ist er ein Teil der heutigen Ukraine.
Seit Sommer 2014 ist der Ort im Verlauf des Ukrainekrieges durch Separatisten der Volksrepublik Lugansk besetzt.